# Plebiscyt Przeglądu Sportowego 1965
31. Plebiscyt Przeglądu Sportowego na najlepszego sportowca Polski zorganizowano w 1965 roku.

## Wyniki
1. Irena Kirszenstein - lekkoatletyka (538 704 pkt.)
2. Ewa Kłobukowska - lekkoatletyka (432 722)
3. Waldemar Baszanowski - podnoszenie ciężarów (387 509)
4. Andrzej Badeński - lekkoatletyka (365 491)
5. Jerzy Pawłowski - szermierka (282 720)
6. Norbert Ozimek - podnoszenie ciężarów (278 456)
7. Jerzy Kulej - boks (254 944)
8. Jan Wróblewski - szybownictwo (166 584)
9. Marian Babirecki - jeździectwo (66 588)
10. Marian Dudziak - lekkoatletyka (58 351)